# Красний Май (Павловський район)
Кра́сний Май (рос. Красный Май) — селище у складі Павловського району Алтайського краю, Росія. Входить до складу Павлозаводської сільської ради.

## Населення
Населення — 212 осіб (2010; 218 у 2002).
Національний склад (станом на 2002 рік):
- росіяни — 95 %